# Calanda (Film)
Calanda ist ein 20-minütiger französischer  Dokumentarfilm in Schwarzweiß aus dem Jahr 1967 von Juan Luis Buñuel, der auch das Drehbuch verfasst hatte. Zum ersten Mal ins Kino kam der Film im Juni 1967 im Rahmen des Krakauer Filmfestivals in Polen.

## Inhalt
Der Film schildert einen eigenartigen Brauch, einer Mischung aus Wunderglauben, jahrhundertealter Tradition und Volksfest in dem spanischen Städtchen Calanda in der Provinz Teruel: Die Legende berichtet, dass während der Kreuzigung Christi Donner und Blitz die Erde einen Tag und eine Nacht lang erschütterten. In Erinnerung an dieses Ereignis schlagen die Bewohner von Calanda, während sie in schier endlos scheinenden Prozessionen den Ort durchziehen, von Karfreitag-Mittag bis zum darauffolgenden Mittag ununterbrochen die Trommeln. Der rhythmisierte Schlag, das dumpfe Dröhnen erfüllt den ganzen Ort. Männer, Frauen und Heranwachsende trommeln bis zur völligen Erschöpfung und bis ihnen die Handknöchel bluten.

## Kritiken
Der Evangelische Film-Beobachter zeigt sich voll des Lobes: „Abgesehen von seinem dokumentarischen Wert gewinnt der Film vor allem Bedeutung im Hinblick auf die religiöse Atmosphäre und das Milieu, aus dem Bunuel stammt. Beides prägte ihn in seiner Jugend und bestimmte schließlich auch die spezifische Haltung mit, die Bunuel in all seinen Filmen gegenüber der katholischen Kirche einnimmt. ‚Calanda‘ erklärt zwar nicht die Vielschichtigkeit des Schaffens von Bunuel, vermag aber dem Kenner wichtige Hinweise zum Verständnis und dem Laien eine plastische Anschauung von der Konservierung von Traditionen zu geben, deren religiöser Wert allerdings bestritten werden muß.“